# Limnophila guttulatissima
Limnophila guttulatissima är en tvåvingeart som beskrevs av Alexander 1913. Limnophila guttulatissima ingår i släktet Limnophila och familjen småharkrankar. Inga underarter finns listade i Catalogue of Life.